# Lupinus elatus
Lupinus elatus är en ärtväxtart som beskrevs av Ivan Murray Johnston. Lupinus elatus ingår i släktet lupiner, och familjen ärtväxter. Inga underarter finns listade i Catalogue of Life.